# Ágnes Keleti
Ágnes Keleti, geboren als Ágnes Klein (Boedapest, 9 januari 1921 – aldaar, 2 januari 2025), was een turnster uit Hongarije. Ze vertegenwoordigde haar vaderland op de Olympische Zomerspelen 1952 in Helsinki en de Olympische Zomerspelen 1956 in Melbourne. Ze wordt gezien als de meest succesvolle Joodse vrouwelijke atleet in de Olympische geschiedenis.

## Loopbaan
Keleti zou in 1940 en in 1944 deelnemen aan de Olympische Zomerspelen, echter deze wedstrijden gingen niet door als gevolg van de Tweede Wereldoorlog. De Joodse Keleti overleefde de oorlog met behulp van de Zweedse diplomaat Raoul Wallenberg, haar vader overleed in Auschwitz. Haar deelname aan de Olympische Zomerspelen 1948 ging de mist in door een blessure. Bij deze Spelen ontving ze wel een medaille voor de team meerkamp, omdat ze deel was van het team, ongeacht of ze geturnd had op een onderdeel. Bij de Olympische Zomerspelen 1956 waren er opnieuw problemen voor Keleti. Dit keer zorgde de inval van de Sovjet-Unie in Hongarije ervoor dat zij en meerdere andere atleten na de Spelen niet naar huis konden of wilden terugkeren en asiel aanvroegen in Australië. Een jaar later, in 1957, verhuisde ze naar Israël waar ze coach werd. Zo coachte ze onder andere het Israëlisch vrouwenteam.
Van 1944 tot en met 1950 was Keleti getrouwd met de Hongaars turner István Sárkány. Verder kreeg ze in 1981 een plaats in de 'International Jewish Sports Hall of Fame', in 1991 in de 'Hungarian Sports Hall of Fame' en in 2002 in de 'International Gymnastics Hall of Fame'.
Na het overlijden van de Finse langlaufster Lydia Wideman op 13 april 2019 was ze de oudste levende olympische kampioen. Ágnes Keleti overleed op 2 januari 2025 op 103-jarige leeftijd. Als oudste nog levende Olympiër met goud wordt ze opgevolgd door de Franse wielrenner Charles Coste.

## Resultaten

### Olympische Zomerspelen
| Jaar | Plaats    | Resultaten |
| ---- | --------- | --- |
| 1948 | Londen    | Team meerkamp |
| 1952 | Helsinki  | Team meerkamp · 6e Individuele meerkamp · Team ritmische gymnastiek · 41e Sprong · Brug ongelijk · 4e Balk · Vloer |
| 1956 | Melbourne | Team meerkamp · Individuele meerkamp · Team ritmische gymnastiek · 23e Sprong · Brug ongelijk · Balk · Vloer       |

### Wereldkampioenschappen
| Jaar | Plaats | Resultaten                                      |
| ---- | ------ | ----------------------------------------------- |
| 1954 | Rome   | Team meerkamp · Brug ongelijk · Balk · 4e Vloer |

### Top scores
Hoogst behaalde scores op mondiaal niveau (Olympische Spelen of Wereldkampioenschap finales).
| Onderdeel            | Score  | Wedstrijd                   | Locatie   |
| -------------------- | ------ | --------------------------- | --------- |
| Individuele meerkamp | 75.580 | Olympische Zomerspelen 1952 | Helsinki  |
| Sprong               | 18.133 | Olympische Zomerspelen 1956 | Melbourne |
| Brug ongelijk        | 19.460 | Wereldkampioenschappen 1954 | Rome      |
| Balk                 | 18.960 | Olympische Zomerspelen 1952 | Helsinki  |
| Vloer                | 19.360 | Olympische Zomerspelen 1952 | Helsinki  |

- Gemeinsame Normdatei: 1188574086
- International Standard Name Identifier: 0000 0000 7925 7984
- Library of Congress Control Number: nr90027006
- Nationale Bibliotheek van Israël: 987008554160205171
- Virtual International Authority File: 121422746
- WorldCat: E39PBJrWFc9qW96PWpwfGYcXVC

1952: Ágnes Keleti ·
1956: Ágnes Keleti, Larissa Latynina ·
1960: Larissa Latynina ·
1964: Larissa Latynina ·
1968: Věra Čáslavská, Larisa Petrik ·
1972: Olga Korboet ·
1976: Nelli Kim ·
1980: Nadia Comăneci, Nelli Kim ·
1984: Ecaterina Szabo ·
1988: Daniela Silivaș ·
1992: Lavinia Miloşovici ·
1996: Lilija Podkopajeva ·
2000: Jelena Zamolodtsjikova ·
2004: Cătălina Ponor ·
2008: Sandra Izbașa · 
2012: Aly Raisman · 
2016: Simone Biles · 
2020: Jade Carey · 
2024: Rebeca Andrade
1952: Margit Korondi ·
1956: Ágnes Keleti ·
1960: Polina Astachova ·
1964: Polina Astachova ·
1968: Věra Čáslavská ·
1972: Karin Janz ·
1976: Nadia Comăneci ·
1980: Maxi Gnauck ·
1984: Ma Yanhong, Julianne McNamara ·
1988: Daniela Silivaș ·
1992: Lu Li ·
1996: Svetlana Chorkina ·
2000: Svetlana Chorkina ·
2004: Émilie Le Pennec ·
2008: He Kexin · 
2012: Alia Moestafina · 
2016: Alia Moestafina ·  
2020: Nina Derwael · 
2024: Kaylia Nemour
1952: Nina Botsjarova ·
1956: Ágnes Keleti ·
1960: Eva Bosáková ·
1964: Věra Čáslavská ·
1968: Natalja Koetsjinskaja ·
1972: Olga Korboet ·
1976: Nadia Comăneci ·
1980: Nadia Comăneci ·
1984: Ecaterina Szabo, Simona Păucă ·
1988: Daniela Silivaș ·
1992: Tetjana Lysenko ·
1996: Shannon Miller ·
2000: Liu Xuan ·
2004: Cătălina Ponor ·
2008: Shawn Johnson · 
2012: Deng Linlin · 
2016: Sanne Wevers · 
2020: Guan Chenchen · 
2024: Alice D'Amato
1952: Evy Berggren, Vanja Blomberg, Ann-Sofi Colling, Karin Lindberg, Hjördis Nordin, Göta Pettersson, Gun Röring, Ingrid Sandahl ·
1956: Andrea Bodó, Erzsébet Gulyás, Ágnes Keleti, Alíz Kertész, Margit Korondi, Olga Tass
1950: Gertrude Kolar / Ann-Sofi Pettersson ·
1954: Ágnes Keleti ·
1958: Larissa Latynina ·
1962: Irina Pervushina ·
1966: Natalja Koetsjinskaja ·
1970: Karin Janz ·
1974: Annelore Zinke ·
1978: Marcia Frederick ·
1979: Maxi Gnauck / Ma Yanhong ·
1981: Maxi Gnauck ·
1983: Maxi Gnauck ·
1985: Gabriele Faehnrich ·
1987: Daniela Silivaș / Dörte Thümmler ·
1989: Fan Di / Daniela Silivaș ·
1991: Kim Gwang-suk ·
1992: Lavinia Miloșovici ·
1993: Shannon Miller ·
1994: Luo Li ·
1995: Svetlana Chorkina ·
1996: Svetlana Chorkina / Elena Piskun ·
1997: Svetlana Chorkina ·
1999: Svetlana Chorkina ·
2001: Svetlana Chorkina ·
2002: Courtney Kupets ·
2003: Chellsie Memmel / Hollie Vise ·
2005: Nastia Liukin ·
2006: Beth Tweddle ·
2007: Ksenia Semenova ·
2009: He Kexin ·
2010: Beth Tweddle ·
2011: Viktoria Komova ·
2013: Huang Huidan ·
2014: Yao Jinnan ·
2015: Fan / Kocian /  Komova /  Spiridonova ·
2017: Fan Yilin ·
2018: Nina Derwael ·
2019: Nina Derwael ·
2021: Wei Xiaoyuan·
2022: Wei Xiaoyuan·
2023: Qiu Qiyuan·